# Mbabane
Mbabane (tiếng Swazi: ÉMbábáne, IPA: [ɛ́ᵐbʱáɓánɛ]) với dân số ước tính 95.000 (năm 2007), là thủ đô và thành phố lớn nhất của Eswatini. Nó nằm trên sông Mbabane và sông nhánh của nó Polinjane trong dãy núi Mdimba. Nó nằm ở vùng Hhohho và cũng là thủ phủ của vùng này. Thành phố nằm ở khu vực có độ cao 3.800 foot. Dân số (ước tính) vào năm 1987 là 30.000 người.
Thị xã đã tăng trưởng sau khi trung tâm hành chính của quốc gia di chuyển từ Bremersdorp (nay gọi là Manzini) đến đây vào năm 1902. Nó có nguồn gốc tên từ một trưởng, Mbabane Kunene, người sống trong khu vực khi người Anh đến đây. Nó cũng là một trung tâm thương mại cho khu vực xung quanh, trong khi thiếc và sắt đã được khai thác gần đó.

## Khí hậu
| Dữ liệu khí hậu của Mbabane       | Dữ liệu khí hậu của Mbabane | Dữ liệu khí hậu của Mbabane | Dữ liệu khí hậu của Mbabane | Dữ liệu khí hậu của Mbabane | Dữ liệu khí hậu của Mbabane | Dữ liệu khí hậu của Mbabane | Dữ liệu khí hậu của Mbabane | Dữ liệu khí hậu của Mbabane | Dữ liệu khí hậu của Mbabane | Dữ liệu khí hậu của Mbabane | Dữ liệu khí hậu của Mbabane | Dữ liệu khí hậu của Mbabane | Dữ liệu khí hậu của Mbabane |
| Tháng                             | 1                           | 2                           | 3                           | 4                           | 5                           | 6                           | 7                           | 8                           | 9                           | 10                          | 11                          | 12                          | Năm                         |
| --------------------------------- | --------------------------- | --------------------------- | --------------------------- | --------------------------- | --------------------------- | --------------------------- | --------------------------- | --------------------------- | --------------------------- | --------------------------- | --------------------------- | --------------------------- | --------------------------- |
| Trung bình ngày tối đa °C (°F)    | 24.9 (76.8)                 | 24.5 (76.1)                 | 24.1 (75.4)                 | 22.6 (72.7)                 | 21.4 (70.5)                 | 19.3 (66.7)                 | 19.8 (67.6)                 | 21.3 (70.3)                 | 23.2 (73.8)                 | 22.8 (73.0)                 | 22.5 (72.5)                 | 23.7 (74.7)                 | 22.5 (72.5)                 |
| Tối thiểu trung bình ngày °C (°F) | 14.9 (58.8)                 | 14.5 (58.1)                 | 13.4 (56.1)                 | 11.0 (51.8)                 | 7.9 (46.2)                  | 4.7 (40.5)                  | 4.6 (40.3)                  | 6.6 (43.9)                  | 9.5 (49.1)                  | 11.3 (52.3)                 | 12.9 (55.2)                 | 14.2 (57.6)                 | 10.5 (50.9)                 |
| Lượng mưa trung bình mm (inches)  | 253.2 (9.97)                | 224.6 (8.84)                | 151.6 (5.97)                | 87.9 (3.46)                 | 33.8 (1.33)                 | 19.4 (0.76)                 | 20.1 (0.79)                 | 35.1 (1.38)                 | 69.4 (2.73)                 | 141.9 (5.59)                | 197.8 (7.79)                | 206.9 (8.15)                | 1.441,7 (56.76)             |
| Số ngày mưa trung bình            | 16.9                        | 14.3                        | 13.8                        | 9.8                         | 5.1                         | 2.8                         | 3.1                         | 6.5                         | 9.2                         | 14.9                        | 17.0                        | 16.5                        | 129.9                       |
| Nguồn: Tổ chức Khí tượng Thế giới |                             |                             |                             |                             |                             |                             |                             |                             |                             |                             |                             |                             |                             |

## Thành phố kết nghĩa
- Fort Worth, Texas, Hoa Kỳ[3]
- Đài Bắc, Đài Loan[4]
- Mersing, Malaysia
- Melilla, Tây Ban Nha
- Maputo, Mozambique[5]